# Wendy Brown
Wendy Brown (née le 28 novembre 1955) est professeure de sciences politiques de l'université de Californie à Berkeley. S'appuyant sur les travaux de Karl Marx, Michel Foucault, Max Weber et la pensée des philosophes grecs, elle a tenté d'élaborer une théorie nouvelle du pouvoir moderne. Cette théorie détaille les implications du néolibéralisme sur la modification du fonctionnement des institutions politiques et sociales contemporaines, le développement de l'économisme et l'économicisation de la société, ainsi que les contradictions insolubles entre le néolibéralisme, la justice sociale, la démocratie, l'intégrité morale et les concepts de personnalité juridique  et de dignité humaine, au sens éthique et juridique du terme.

## Biographie et vie privée
Elle est la conjointe de Judith Butler, philosophe féministe, avec qui elle a un fils, Isaac, qu'elle a porté par insémination artificielle. Elle a activement milité pour la reconnaissance du mariage homosexuel et lesbien en Californie.
Brown donne des conférences et a occupé de nombreux postes de professeur invité et honoraire dans de nombreuses universités, notamment à l'Institut des sciences humaines de Vienne, à l'Université Goethe de Francfort, à l'Institut de recherche en sciences humaines d'University of California, Irvine, au Birkbeck College de l'Université de Londres, au Center for Humanities de l'Université Cornell, à l'Université Columbia, à la London School of Economics et à l'European Graduate School de Saas-Fee, en Suisse.

## Citations
« Pour le néolibéralisme, toute action humaine ou institutionnelle est conçue comme l'action rationnelle d'un entrepreneur, sur la base d'un calcul d'utilité, d'intérêt et de satisfaction, conformément à une grille microéconomique moralement neutre, dont les variables sont la rareté, l'offre et la demande. »

## Publications

### Publications traduites  en français
- Les habits neufs de la politique mondiale : Néolibéralisme et néo-conservatisme [« American Nightmare: Neoliberalism, Neoconservatism, and De-Democratization »]  (trad. de l'anglais), Paris, Les Prairies ordinaires, 2007, 137 p. (ISBN 978-2-35096-016-6)
- Démocratie, dans quel état ?, Paris, La Fabrique, 2009, 160 p. (ISBN 978-2-913372-91-7), avec Giorgio Agamben, Alain Badiou, Daniel Bensaïd, Jean-Luc Nancy, Jacques Rancière, Kristin Ross et Slavoj Žižek
- Murs : Les murs de séparation et le déclin de la souveraineté étatique [« Walled States, Waning Sovereignty »]  (trad. de l'anglais), Paris, Les Prairies ordinaires, 2009, 206 p. (ISBN 978-2-35096-008-1)
- La critique est-elle laïque ? : Blasphème, offense et liberté d'expression [« Is Critique Secular? Blasphemy, Injury, and Free Speech »]  (trad. de l'anglais), Lyon, PUL, 2015, 182 p. (ISBN 978-2-7297-0897-9), coécrit avec Talal Asad, Judith Butler et Saba Mahmood
- Politiques du stigmate : Pouvoir et liberté dans la modernité avancée [« States of Injury: Power and Freedom in Late Modernity »]  (trad. de l'anglais), Paris, PUF, 2017, 260 p. (ISBN 978-2-13-058156-7)
- Défaire le dèmos : Le néolibéralisme, une révolution furtive [« Undoing the Demos: Neoliberalism's Stealth Revolution »]  (trad. de l'anglais), Paris, Éditions Amsterdam, coll. « L'ordinaire du capital », 2018, 288 p. (ISBN 978-2-35480-172-4)

Articles
- « Néolibéralisme et fin de la démocratie », Vacarme, n° 29, automne 2004[4]

### Livres en anglais
- Manhood and Politics: A Feminist Reading in Political Thought, 1988
- States of Injury: Power and Freedom in Late Modernity, 1995
- Politics Out of History (sample chapter), 2001
- Left Legalism/Left Critique (codirigé avec Janet Halley), 2002
- Edgework: Critical Essays in Knowledge and Politics, 2005
- Regulating Aversion: Tolerance in the Age of Identity and Empire, 2006
- American Nightmare: Neoliberalism, Neoconservatism, and De-Democratization, Political Theory, Vol. 34, No. 6 (Dec., 2006), pp. 690-714
- Walled States, Waning Sovereignty, 2010
- Is Critique Secular? Blasphemy, Injury, and Free Speech  (coécrit avec Talal Asad, Judith Butler et Saba Mahmood), 2011
- Undoing the Demos: Neoliberalism's Stealth Revolution, MIT Press, Zone Books, 2015